# 荒木はぜ蝋
荒木はぜ蝋株式会社（あらきはぜろうかぶしきがいしゃ）は、福岡県みやま市に所在する木蝋製造販売所。

## 概要
7代目荒木眞治が営む。1850年(嘉永3年)に初代荒木岩次郎が木蝋の製造を始める。その後、順治が家業を継ぎ、1935年(昭和10年)に3代目岩次郎が「荒木製蝋合資会社」を設立する。2017年に7代目眞治が「荒木はぜ蝋株式会社」を設立する。
和蝋燭の製造、櫨の植樹なども行う。主に白蝋を海外に生蝋を日本国内の和蝋燭業者に卸す。松山櫨復活に協力するなど櫨や木蝋に関する啓発活動などを行う。
日本国内に残る数少ない製蝋所のひとつ。